# Université d'Iéna
Pour les articles homonymes, voir FSU.
L’université d'Iéna, baptisée du nom de Friedrich Schiller, (en allemand : Friedrich-Schiller-Universität Jena ou FSU) est une université allemande située à Iéna en Thuringe.

## Histoire

### La fondation: un bastion du luthéranisme

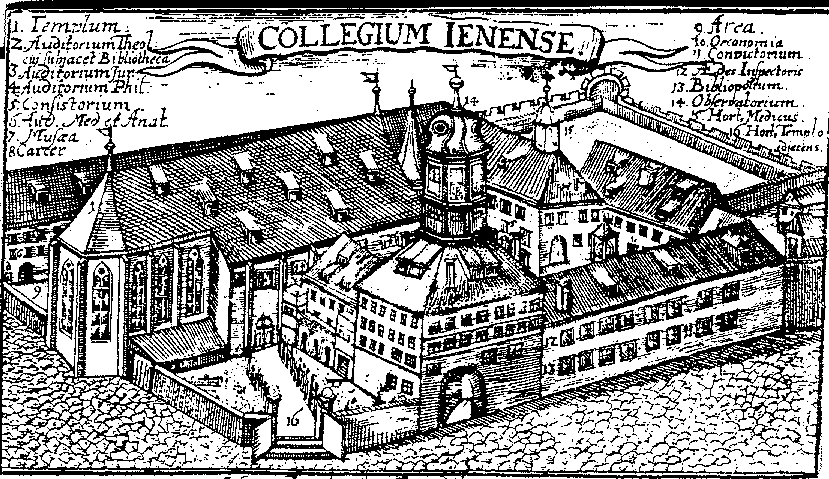
L'université d'Iéna, alias « Salana », vers 1600.

On retient généralement l'année 1558 comme celle de la fondation officielle de l’université d'Iéna. On l'appelait alors Salana ou  Collegium Jenense ; mais dès 1547, le prince-électeur Jean-Frédéric de Saxe, qui s'opposait à l'empereur Charles Quint et venait de se voir confisquer et la dignité d'électeur, et l’université de Wittemberg (confiée au duc Maurice), avait envisagé de créer sa propre université. Ce projet fut poursuivi par ses trois fils : le 19 mars 1548, ils fondèrent dans l'ancien monastère dominicain de la petite ville de vignobles d'Iéna, une « école régionale » (Pædagogium provinciale). Par un décret du 15 août 1557 du Roi des Romains (et futur empereur) Ferdinand Ier, ces princes obtenaient l'autorisation de créer une université : celle-ci put ouvrir ses portes le 2 février 1558. La création de cette université en terre protestante allait permettre aux princes ernestins de tirer les bénéfices de l'Intérim d'Augsbourg, en assurant la formation de juristes, de professeurs et surtout de pasteurs.
À la fin du XVIe siècle, l'université fut en proie aux déchirements théologiques à propos de la définition de l'orthodoxie luthérienne, sous l'influence de son partisan le plus acharné, le professeur Matthias Flacius.
Après la guerre de Trente Ans, entre 1706 et 1720, l’université connut une ère de prospérité : avec ses 1800 étudiants, elle était la plus grande des universités du Saint Empire Romain. Sous le règne du duc Charles-Auguste (1758–1828) et de son conseiller J.-W. Goethe, l’esprit de Weimar s'imposa à l’université d’Iéna, qui connut par là une renaissance. Goethe, ministre de Saxe, se consacrait alors corps et âme à la réforme de l'établissement : sous son impulsion, Friedrich Schiller y fut nommé professeur en 1789 et, à partir de 1794, une profonde amitié lia ces deux hommes. Puis l'université recruta successivement les philosophes Fichte (1794), Schelling (1798) et enfin Hegel (1801-1807), s'imposant comme le foyer de l'Idéalisme allemand ; mais la littérature n'était pas en reste : les premiers Romantiques August Wilhelm Schlegel et sa femme Caroline Böhmer-Schelling, Friedrich Schlegel, Ludwig Tieck, Clemens Brentano et Novalis y étaient à l'honneur. L’Allgemeine Literatur-Zeitung, fondé en 1785, et rebaptisé Jenaische Allgemeine Literatur-Zeitung entre 1804 et 1841, ainsi que Les Heures de Friedrich Schiller, accrurent considérablement le rayonnement intellectuel d'Iéna grâce à la qualité et la variété de leurs contributeurs, où l'on trouvait les plus fameux poètes, philosophes et essayistes de l'époque. L'université, qui se distinguait alors par son inspiration libérale, connut son apogée au tournant du XVIIIe au XIXe siècle avec un pic dans le nombre d'étudiants inscrits, que ne découragèrent ni les bouleversements politiques, ni le départ de professeurs en vue (comme la démission forcée de Fichte en 1799).

### LeXIXesiècleet les premiers enseignements scientifiques

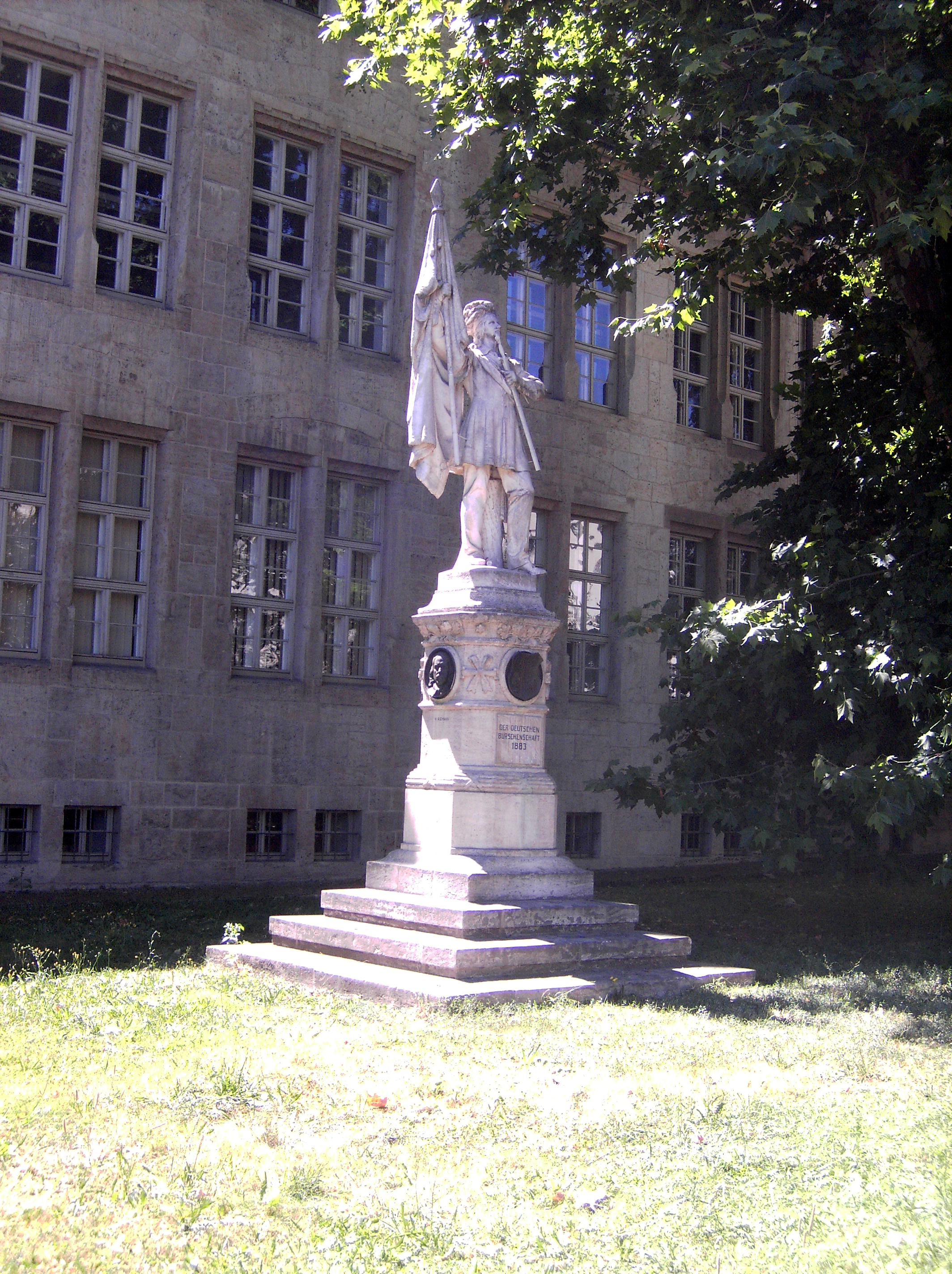
Monument à la Nation allemande (Urburschenschaft).

Par suite de démembrement de la défunte Saxe ernestine (1547–1572), les princes de la Branche ernestine étaient depuis deux siècles les seuls protecteurs de l'école, qui demeurait la seule université de la région.
La victoire de Napoléon Bonaparte sur les armées prussienne et saxonne coalisées à la Bataille d'Iéna (14 octobre 1806)  fut suivie de la mise à sac de la ville et de son université. Il s’y forma par la suite un foyer de résistance farouche contre l’occupant français et son administration. Il recrutait surtout parmi les étudiants, qui en 1813 s'enrôlèrent en masse dans le corps-franc de Lützow.
De toutes les universités allemandes, celle d’Iéna se distinguait par sa promotion des idéaux républicains. Les aspirations nationalistes à la liberté aboutirent en 1815 à la proclamation de la première ligue patriotique à Iéna. La liberté de la presse, instituée par la constitution de la Principauté de Weimar, constituait un terreau favorable à la propagande en faveur de l'unité des pays de langue allemande : c'est ainsi que la Fête de la Wartbourg, en 1817, partit de l’Université d’Iéna ; mais elle attisa la défiance des conservateurs gouvernant les états de la Confédération germanique, et l’assassinat d’August von Kotzebue par l'étudiant en théologie Karl Ludwig Sand, offrit un prétexte idéal pour renforcer le contrôle des gouvernements sur l’université à partir de 1819. L’université d'Iéna dut subir la reprise en main, par la nomination du Grand-duc de Saxe-Weimar-Eisenach comme « procureur » de l'établissement, ministre plénipotentiaire du gouvernement, qui mit en application le contrôle de la presse, ordonna la dissolution des ligues nationalistes parmi les étudiants et informa les ministères des états membres de la Confédération. Outre la principauté de Saxe-Weimar-Eisenach, la Saxe-Altenbourg, la Saxe-Gotha et (à partir de 1826) la Saxe-Meiningen finançaient l'université d'Iéna par le versement de divers droits à la ville d'Apolda, voisine d'Iéna et de Weimar puis, plus tard, à la Fondation Carl-Zeiss.
Après avoir obtenu en 1807 du duc Charles-Auguste l'indépendance officielle de l’université, Goethe avait fait construire la faculté de sciences naturelles : il avait notamment créé la première chaire de chimie, qu'il avait confiée aux professeurs Göttling (de) et Döbereiner ; avec cela un observatoire, une collection minéralogique et des jardins botaniques. Iéna était alors surnommée la « ville-étape du Savoir » : elle comptait parmi ses étudiants des hommes de la stature de Novalis, Hölderlin, Brentano, Arndt, et plus tard Karl Marx, Ernst Abbe, Otto Schott et Carl Zeiss. Le laboratoire d'optique a été créé en 1884 par Otto Schott qui, grâce à la proximité des verreries Zeiss, allait bientôt s'imposer comme le plus grand centre de recherche mondial en verrerie et en microscopie.

### Première moitié duXXesiècle

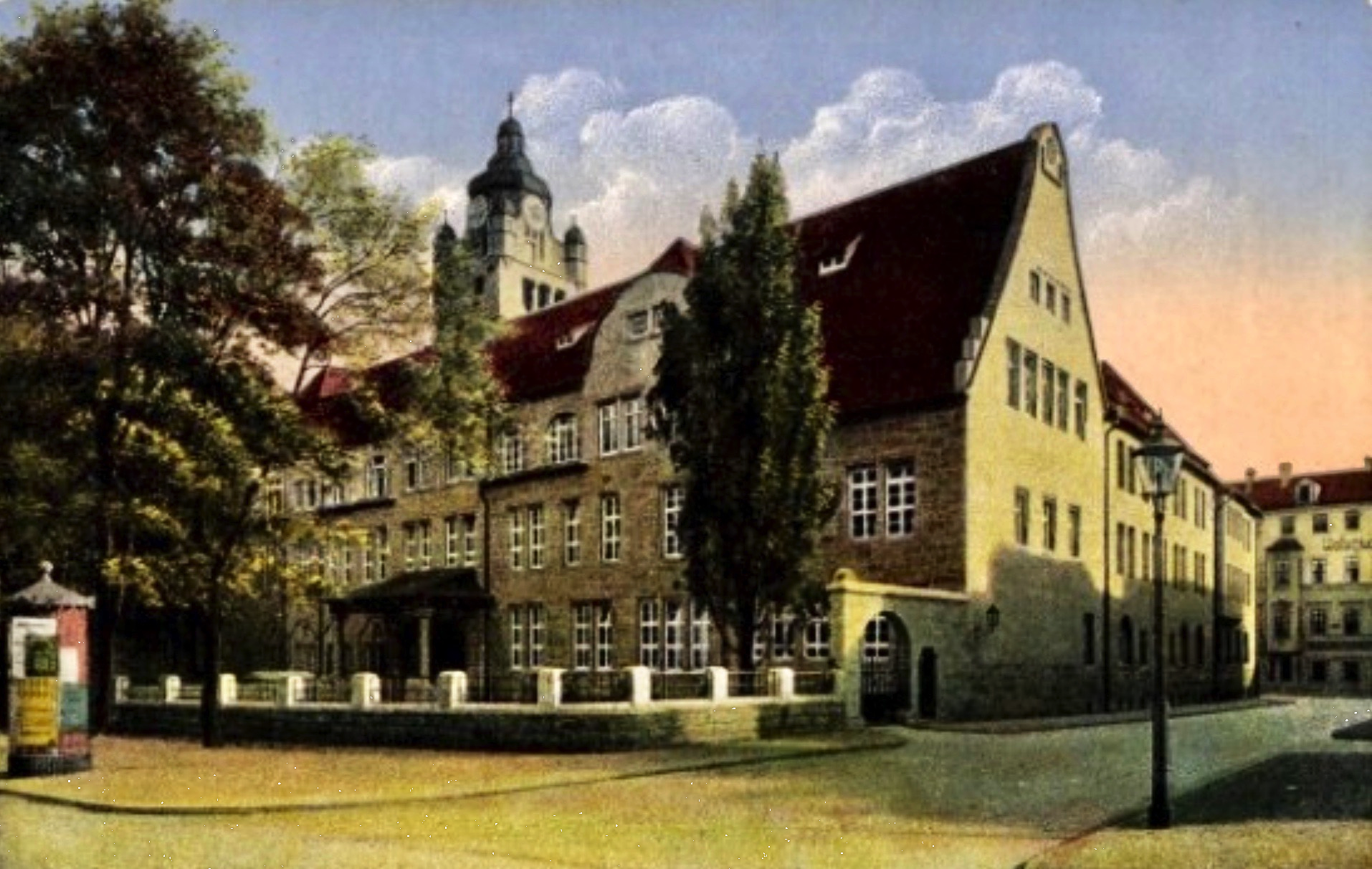
Grande entrée de l'université d'Iéna (vers 1910).

Au début du XXe siècle, l'université emploie plusieurs chercheurs illustres, comme le biologiste et théoricien de l’Évolution Ernst Haeckel, le mathématicien Gottlob Frege, l'inventeur de l’électroencéphalogramme (EEG) Hans Berger, le psychiatre Otto Binswanger et le prix Nobel de Littérature Rudolf Eucken. Elle recrutera par la suite les prix Nobel de Physique Erwin Schrödinger et Herbert Kroemer. Elle est désormais financée en partenariat avec Carl Zeiss (entreprise).
En 1934, à l'initiative du Gauleiter, l'université est rebaptisée en honneur au poète et dramaturge Friedrich Schiller. Bientôt, des nazis convaincus comme l'anthropologue et dignitaire SS Karl Astel se saisissent du rectorat. Dès l'année précédente, de nombreux professeurs avaient été contraints de démissionner de l'université en application de la Loi allemande sur la restauration de la fonction publique. Les associations étudiantes furent dissoutes et intégrées aux mouvements de jeunesse nazis dans le cadre de la « Gleichschaltung|mise au pas. » Les recherches menées depuis sur le cas du pédiatre Youssouf Ibrahim (de) (1877-1953) ont été particulièrement révélatrice de l'action des nazis : une commission sénatoriale a établi l'implication de ce médecin dans l'euthanasie pratiquée contre les enfants débiles.
La bibliothèque universitaire et les bâtiments, ainsi que plusieurs cliniques de la Bachstrasse, ont été particulièrement touchés par les bombardements aériens alliés sur Iéna aux mois de février et mars 1945. Les jardins botaniques, l'Institut de Psychologie et de Physiologie et trois écoles de chimie ont été entièrement détruits.

### Période communiste (1945–1990): l’Institut du Marxisme-léninisme
Au terme de six mois de fermeture après la capitulation de mai 1945, l'université reprit ses cours le 15 octobre, et devint ainsi le premier établissement d'enseignement supérieur actif de la Zone d'occupation soviétique en Allemagne ; la direction en fut confiée à Friedrich Zucker (de). La mise en place par le FSU d'un enseignement marxiste-léniniste en 1946 amena à la création d'un « Institut du Matérialisme dialectique ». Ses diplômés constituèrent le corps enseignant des cours de « tronc commun de sciences sociales » (gesellschaftswissenschaftlichen Grundstudiums), rendu obligatoire pour tous les étudiants à partir de 1951 en RDA puis plus tard pour le personnel des collèges et lycées. Il engendra l'« Institut des Sciences sociales » rebaptisé Institut du Marxisme-léninisme en 1960, puis Section de Marxisme-léninisme en 1968, nom qu'il conserva jusqu'à la chute du mur de Berlin. Ce département employa jusqu'en 1989 113 enseignants
En 1959, Marcel Marceau, Hanna Berger et Henryk Tomaszewski inaugurèrent l'atelier de pantomime fondé par Harald Seime. Outre la reconstruction de la bibliothèque universitaire et régionale de Thuringe, les atouts de l'université étaient son observatoire et ses jardin botaniques. Iéna était réputée pour ses cours de biologie, de physique et de psychologie et disposait d'un Centre hospitalier universitaire reconnu.
Le cachot portant les graffitis du caricaturiste suisse Martin Disteli ne sont pas encore ouverts au public.

## Matières enseignées
L'établissement évolue vers l'université de masse : si l'on ne comptait, en 1905 que 1 100 étudiants et 112 enseignants, ce nombre a été pratiquement multiplié par vingt depuis.
L’université régionale est la seule université couvrant tous les domaines académiques du Land de Thuringe. Plus de 130 cursus sont possibles. L'université d'Iéna compte 10 facultés (théologie, droit, économie, philosophie, sciences sociales, mathématiques/informatique, physique/astronomie, chimie/géographie, biologie/pharmacie, médecine) elles-mêmes divisées en différents instituts. Il existe depuis 1995 une convention universitaire avec l’Université Martin-Luther de Halle-Wittemberg et l’Université de Leipzig, visant à donner aux étudiants la possibilité de participer aux colloques et cours des autres universités et ainsi d'enrichir leurs connaissances.

## Personnalités liées à l'université

### Professeurs
- Anton Wilhelm Amo, 1740, il reçoit une chaire de philosophie à l'Université d'Iéna
- Hans Berger, neurologue et psychiatre
- Constantin von Dietze, ingénieur agronome
- Johann Gustav Droysen, historien
- Friedemann Bechmann, théologien
- Rudolf Christoph Eucken, philosophe et prix Nobel de littérature
- Paul Johann Anselm Ritter von Feuerbach, criminologue
- Johann Gottlieb Fichte, philosophe
- Jakob Friedrich Fries, philosophe
- Carl Gegenbaur, anatomiste
- Johann Jakob Griesbach, théologien
- Johann Habermann, théologien
- Ernst Haeckel, zoologue et philosophe
- Georg Wilhelm Friedrich Hegel, philosophe
- Christoph Wilhelm Hufeland, médecin
- Ludwig Knorr, chimiste
- Karl Korsch, philosophe
- Lorenz Oken, médecin
- Peter Petersen, philosophe et pédagogue
- Hartmut Rosa, sociologue et philosophe
- Johann Gottfried Schaumburg, juriste, doyen de la faculté de droit
- Friedrich Schiller, historien et écrivain
- Michael Stifel, l'un des premiers mathématiciens de langue allemande, à partir de 1559
- Matthias Jakob Schleiden, botaniste
- Erwin Schrödinger, physicien et prix Nobel de physique
- Rudolf Thurneysen, linguiste
- Max Wien, physicien

### Étudiants
- Anton Wilhelm Amo,né à Awukena en 1703 et mort au Ghana vers 1753, philosophe ghanéen
- Ernst Abbe, physicien et industriel
- Ernst Moritz Arndt, historien
- Alfred Edmund Brehm, zoologue
- Rudolf Carnap, philosophe
- Jakob Carpov, philosophe allemand
- Matthias Claudius, poète
- Heinrich Cotta, ingénieur agronome, pionnier de la sylviculture en Allemagne
- Friedemann Bechmann, théologien
- Gottlob Frege, mathématicien, logicien et philosophe
- le baron Georg Philipp Friedrich von Hardenberg, alias Novalis, poète
- Friedrich Hölderlin, poète
- Friedrich Hoffmann, médecin
- Friedrich Gottlieb Klopstock, poète allemand
- Edith Jacobson, psychanalyste
- Hans Kniep, botaniste
- Karl Marx, philosophe et économiste allemand, fondateur du marxisme
- Li Linsi, diplomate chinois
- Eugène De Robertis, philosophe et économiste russe
- Carl Friedrich Naumann, géologue
- Axel Oxenstierna, grand chancelier de Suède
- Samuel von Pufendorf, juriste
- Eugen Rochko, informaticien, créateur du réseau social Mastodon
- Solomon Marcus Schiller-Szinessy, rabbin et académicien
- Johann Nikolaus Seip, théologien luthérien allemand
- Eduard Sonnenburg, médecin et chirurgien
- Ferdinand Tönnies, sociologue
- Kurt Tucholsky, journaliste et écrivain
- Emil Welti, homme politique suisse, président de la Confédération suisse
- Christian Rudolph Wilhelm Wiedemann, médecin et homme de lettres
- Johann Joachim Winckelmann, archéologue et historien d'art
- Heinrich Zeise, pasteur